# Anselm II. Schwab

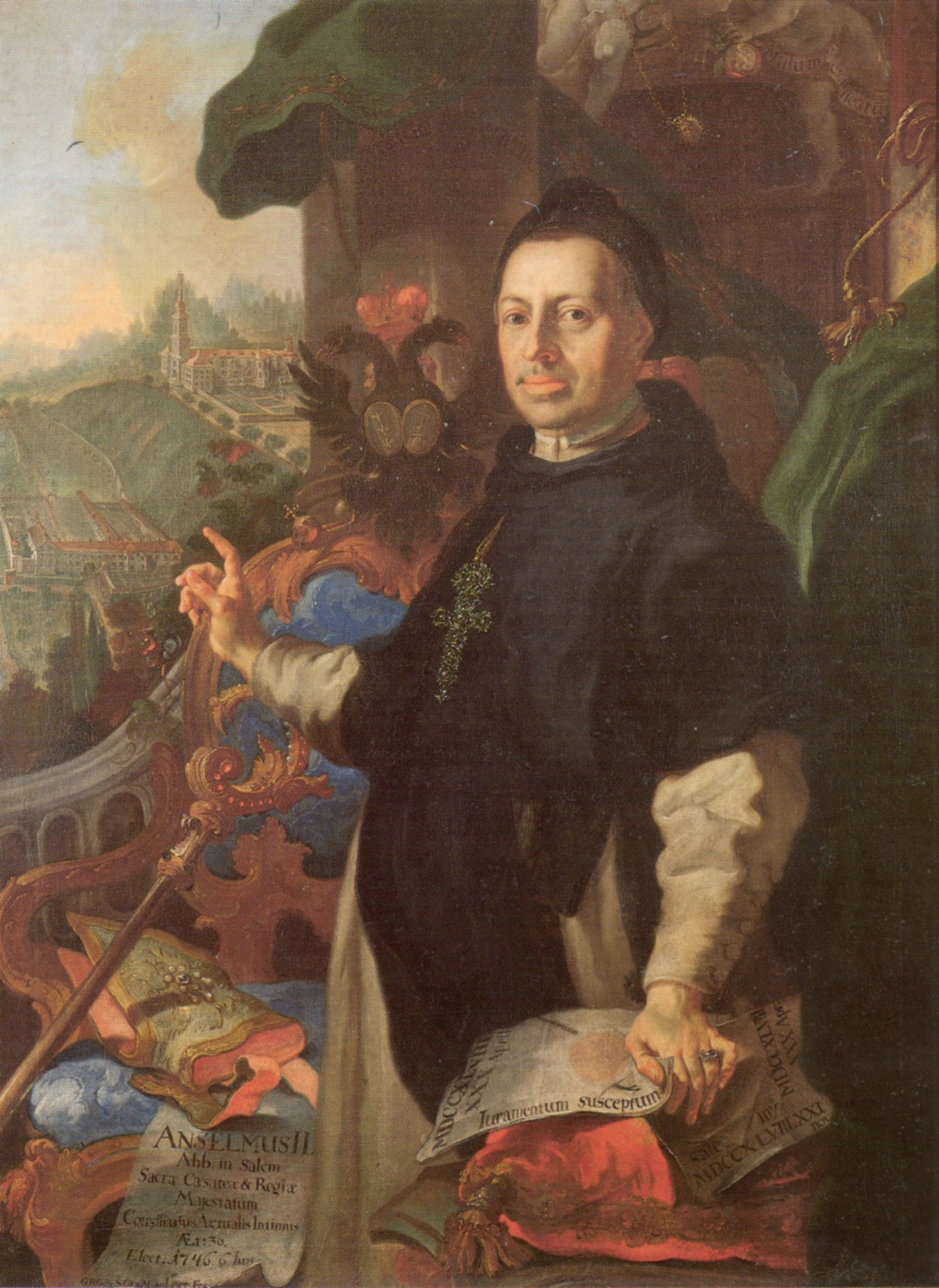
Reichsprälat Anselm II. Schwab, dargestellt vor dem Reichsadler, deutet auf die Wallfahrtskirche Birnau im Hintergrund, die in seiner Amtszeit vollendet wurde (Gottfried Bernhard Göz, 1749)

Anselm II. Schwab OCist (* 1713 in Füssen als Franz Meinrad Schwab; † 1778 auf Schloss Maurach) war ein deutscher Geistlicher des Zisterzienserordens und Abt und Reichsprälat der Reichsabtei Salem in der heutigen Gemeinde Salem im Linzgau (Baden-Württemberg) von 1746 bis 1778. Er wurde unter anderem als Bauherr der Wallfahrtskirche Birnau sowie des Abtsalons und des hohen Turms des Münsters der Reichsabtei sowie als Gründer einer Waisenkasse bekannt.

## Leben
Mit 18 Jahren wurde Anselm Schwab Mönch und trat in das Kloster Salem ein. 1737 erhielt er die Priesterweihe in Konstanz und nach dem Tod des Abtes Stephan Enroth nach nur einjähriger Amtszeit in Salem wurde Anselm Schwab als Reichsprälat Anselm II. Schwab in der Reichsabtei Salem eingesetzt. Er wurde zudem kaiserlicher Geheimrat und gründete 1749 eine Waisenkasse, die als erste Sparkasse Deutschlands bezeichnet wird.
Als Bauherr führte er den Bau der Wallfahrtskirche Birnau voran, die sein Amtsvorgänger Stephan II. Enroth mit dem Baumeister Peter Thumb begonnen hatte, und die eine alte Marienkapelle mit wundertätiger Marienstatue ersetzen sollte. Die Kirche wurde nach vier Jahren Bauzeit 1750 fertiggestellt und geweiht. Die barocke Ausstattung der Kirche stammte von Gottfried Bernhard Göz und Joseph Anton Feuchtmayer. Auch bei späteren Bauprojekten wie dem Abtsalon im Stil des Rokoko und die frühklassizistischen Ausgestaltung des Münsters mit einem Altar- und Skulpturenensemble aus Alabaster legte Anselm II. Schwab viel Wert auf eine reiche Ausstattung.